# 軍臣単于

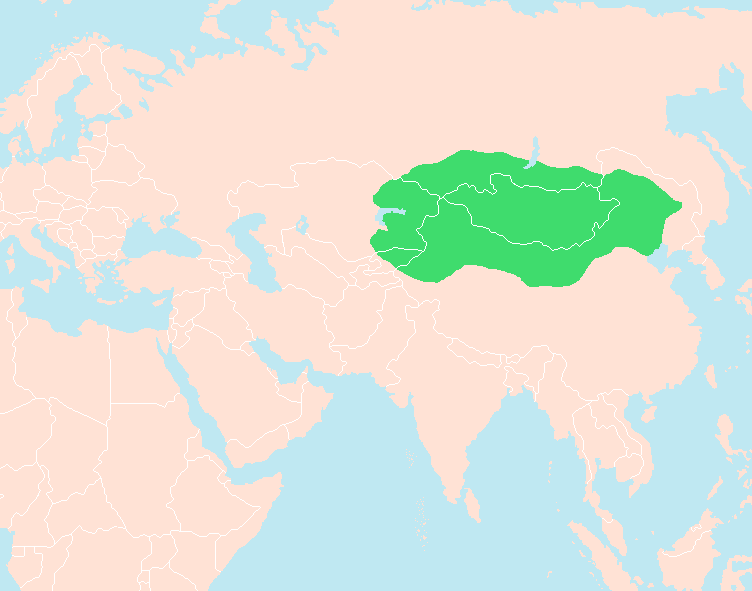
軍臣単于の治めた匈奴の勢力圏

軍臣 単于（ぐんしん ぜんう、拼音：Jūnchén Chányú、? - 紀元前127年）は、中国前漢時代の匈奴の単于（在位：紀元前161年 - 紀元前127年）。老上単于の子。

## 生涯
老上単于の子として生まれる。
紀元前161年、父の死により軍臣が即位すると、漢の文帝（在位：前180年 - 前157年）はまた匈奴と友好条約を結び、中行説も軍臣に仕えた。
4年後（前158年）、匈奴は漢との友好条約を破り、大挙して上郡・雲中郡に侵入した。これに対し、漢が国境警備を強化したため、匈奴は長城から遠く離れた。
1年あまりの後（前157年）、文帝が崩御し、景帝（在位：前156年 - 前141年）が即位すると、趙王の劉遂は密かに匈奴へ使者を送り、呉・楚の謀反に乗じて匈奴を漢に侵入させようとした。しかし、趙が漢によって倒されたため、匈奴は侵入をあきらめた。この後、孝景帝は匈奴とふたたび友好関係を結び、関所での交易を許し、漢の公主を娶らせた。
武帝（在位：前141年 - 前87年）の時代になっても匈奴と漢の友好関係が続いたが、元光2年（前133年）に将軍の王恢の計略によって、馬邑の富豪である聶壱が禁令違反の貢物を携えて、軍臣単于を騙し討ちにする計画だったが、これは怪しいと察知した軍臣単于が一人の漢将から仔細を聴いて至急引き揚げたという。これ以後、匈奴は漢との友好関係を断交し、再び対立の時代を迎える。
馬邑の事件から5年後（前129年）の秋、漢は衛青・公孫賀・公孫敖・李広の4将軍を匈奴へ向けて派兵したが、ほとんど成果がなかったばかりか、李広などは敗北して生け捕りにされるという失態を犯した。
元朔元年（前128年）秋、匈奴の2万騎は漢の領内へ侵入し、遼西太守を殺害して2千人あまりの住民を連れ去った。さらに漁陽にも侵入し、将軍の韓安国を包囲した。しかし、燕からの援軍が来たので匈奴は撤退した。その後も匈奴は雁門に侵入したが、漢の衛青・李息の軍に撃退され、数千人が殺害・捕虜にされた。
元朔2年（前127年）、衛青は雲中から隴西まで進軍し、オルドスに割拠する楼煩と白羊王を撃退し、秦代以来となる河南の地（オルドス）を匈奴から取り戻した。これにより漢は、朔方に長城を築き、秦の蒙恬の砦を修復して防備を固めた。この年の冬、軍臣単于が死に、その弟である左谷蠡王の伊稚斜が単于の位についた。

## 子
- 於単

## 参考資料
- 『史記』（匈奴列伝）